# 喀琅施塔得起义
喀琅施塔得起義（俄语：Кронштадтское восстание）又稱王冠城起義，苏联时代称之为喀琅施塔得叛乱（Кронштадтский мятеж），发生于俄国内战末期，是左翼反布尔什维克势力发起的一次大型的起义。1921年3月，由斯捷潘·彼得里琴科发起了这场起义，此次起义参与者包括水手、士兵和平民。这次起义也是列宁和布尔什维克决定放开对俄国经济控制的战时共产主义以新经济政策取而代之的原因之一。
此次起义起源于喀琅施塔得，这是一个位于芬兰湾科特林岛上的一个海军要塞，也是俄国波罗的海舰队的基地、彼得格勒的防卫港，距离彼得格勒有55公里远。经过12天的军事行动，此次叛乱遭到红军的镇压，数千人死亡。

## 经济背景
1921年起，布尔什维克开始在俄国内战中获得胜利，外国军队逐步撤离俄国，然而布尔什维克的领袖们继续执行战时共产主义政策，紧紧地控制着俄国的经济。在经历了数年因一战和俄国内战导致的经济危机之后，苏俄的经济开始崩溃。工业产量显著地下滑。据估计，在1921年矿物和工厂的总产量是一战以前20%的水平，许多关键性项目遭受更为显著的下降。例如棉花产量跌至战前的5%，钢铁产量跌至2%，与之一致的是1920年的旱灾和饑荒。不满情绪在俄国百姓中蔓延，尤其是农民，在共产党对谷物征收中陷入不利（余粮收集制，强制夺取了农民大部分粮食用来供养城市居民）。农民以拒绝耕种土地来反抗。1921年2月，一百多起农民起义事件发生。彼得格勒的工人也因为十天里面包配给下降了三分之一而参加了一系列的罢工。

## 彼得罗巴甫洛夫斯克号提案
2月26日来自喀琅施塔得海军基地的代表访问彼得格勒调查情况。2月28日，代表报告称布尔什维克对彼得格勒的罢工进行暴虐镇压，作为回应，彼得罗巴甫洛夫斯克号战列舰和塞瓦斯托波尔号战列舰全体船员召开紧急会议，通过了一项包括15点要求的提案。

1. 立即进行新的苏维埃选举；这届苏维埃不再代表工人和农民的愿望。新的选举应该以秘密投票的方式进行，且在选举前应该让所有工人和农民进行自由选举宣传。
2. 言论自由，解除对工人和农民、无政府主义者、左翼社会主义政党的压制。
3. 集会自由，工会和农民结社自由。
4. 最迟到1921年3月10日组织一个由彼得格勒、喀琅施塔得、彼得格勒区的无党派工人、士兵和水手组成的代表大会。
5. 释放所有社会主义政党的的政治犯，以及关押的属于工人阶级和农民组织的工人和农民、士兵和水手。
6. 选举委员会调查所有有关监狱和集中营的档案材料。
7. 废除军队中的政治部门；没有政党有在军队中宣传其思想的特权或为此受到国家补助金。取代政治部门的，应该建立各种文化组织，并从国家得到资源。
8. 立即废除城乡之间建立的民兵分遣队。
9. 所有工人的粮食配给同等化，从事危险或有害健康工作的工人除外。
10. 废除党在各军事组织中的战斗分遣队；废除党在工厂和企业的警卫。如果仍需要警卫，那不应该由党指定，应该考虑工人的观点。
11. 授予农民在自己土地上自由行动的权利，以及牲口的所有权，规定他们自己照顾自己，不要雇佣劳动力。
12. 我们提议所有军事组织和军官实习生组织将他们自己与此提案联系在一起。
13. 我们要求出版社适度宣传此提案。
14. 我们要求流动性工人控制的组织机构。
15. 我们要求手工艺产品的生产被授权，提供它并不适用工资劳动力。

3月1日，戍卫部队的全体会议召开，米哈伊尔·伊万诺维奇·加里宁和波罗的海舰队政委尼古拉·尼古拉耶维奇·库兹明也出席，代表政府发表讲话。此次全体会议通过了以上十五条的全部提案。3月2日，一个由水手、士兵和工人组织代表的会议召开，在听取波罗的海舰队政委库兹明和喀琅施塔得执行委员会主席帕维尔·德米特里耶维奇·瓦西里耶夫（Павел Дмитриевич Васильев）的演讲之后，收到立即进攻的谣言，因此将此二人扣押，并建立临时革命委员会。
政府在同日发出最后通牒以作为回应，称此次叛乱是“新的白軍阴谋”，暗示此次叛乱“无疑是法国反间谍机关的策划”，此提案是一个“社会革命党-黑色百人团”的提案。社会革命党是一个右翼反布尔什维克的社会主义政党。黑色百人团则是沙俄末期的一个极端民族主义准军事组织，该组织拒绝沙俄独裁体制的任何让步。在十月革命以后，“黑色百人团”成为指责真实存在或想象中的反共主义分子的一个措辞。

## 镇压叛乱
3月7日，布尔什维克政府开始攻击喀琅施塔得。60,000名军队在米哈伊尔·图哈切夫斯基的率领下参加了战斗。彼得格勒全城戒严。有一个催促要求在海湾解冻以前取得对要塞的控制权，该要塞对于陆军来说是坚不可摧的。
3月17日，布尔什维克军队付出了10,000人死亡的代价进入了喀琅施塔得城中。3月19日，布尔什维克军队付出527至1,412人死亡的代价，完全控制了整座城市（若加入第一次围城死亡更高）。喀琅施塔得投降的次日，布尔什维克举行巴黎公社五十周年的纪念。
虽然没有起义军损失的可靠数字，但历史学家们估计有1,200至2,168人在叛乱结束后被处决，被投入监狱的数量与之相似，许多被关押入索洛夫基集中营（位于索洛韦茨基群岛上）。苏联官方数据宣称大约1,000名叛军被杀、2,000人受伤、2,300至6,528人被俘，其中6,000至8,000人投奔芬兰；而红军阵亡527人、受伤3,285人。后来1,050至1,272名犯人获得释放，750至1,486人被判处五年的劳动改造。更幸运的叛军就是逃往芬兰的那些，他们人数之多成为这个新成立的独立国家最大的难民问题。
苏维埃政府后来给这些逃亡芬兰的难民进行特赦，其中包括斯捷潘·彼得里琴科，他生活在芬兰，后来成为国家政治保卫局的间谍。1941年，彼得里琴科被芬兰政府逮捕，并于1944年遣返苏联。回国后数月，他被指控从事间谍活动，判处入狱十年，1947年死于弗拉基米尔监狱。
虽然红军镇压了此次起义，但国内的不满事件不可能被更强有力地镇压。列宁声明喀琅施塔得“被点亮如同一道闪电”。面对抵抗反对的背景，列宁得出世界革命并非迫在眉睫的结论。1921年春天，他废除战时共产主义，以新经济政策取而代之。
苏联时代官方将此次事件定性为“反革命叛乱”。然而，这只是镇压的借口，实际上并非如此。很多胜利一方的布尔什维克都认为自己所做的只是保卫了一个专制政权。当时红军总指挥列夫·托洛茨基的命令称：“要无情地镇压叛乱者，无需任何怜悯之心，枪杀他们，俘虏也包括在内。”图哈切夫斯基发出命令：“不迟于明天要用窒息性毒气弹向战列舰‘彼得罗巴甫洛夫斯克’号和‘塞瓦斯托波尔’号发起攻击。”

## 影响

### 华尔特-克里维茨基的说法
1939年艾萨克·唐·莱文将惠特克·钱伯斯介绍给华尔特-克里维茨基，华尔特问“苏联政府是不是法西斯政府?”钱伯斯回答，“你说对了，喀琅施塔得正是它转变的一刻。”他接着说:  
在1917年布尔什维克革命时，波罗的海舰队的水兵们曾从舰上给他们支援，使得他们能夺得彼得格勒，他们的援手左右了一切…… 他们也是第一批认识到错误并试图纠正它的共产主义者，当他们看到共产主义就是恐怖和暴政的代名词时，他们发出呼喊要推翻这个政府并一度使它动摇。他们被战争委员托洛茨基和图哈切夫斯基（他们自己也是之后死于非命者）带领的共产军队血腥地毁灭了，活着的人送到西伯利亚充当奴隶，这就是他们当初挽救的政权。
克里维茨基表示通过毁灭水兵，以及为此采用的冷血手段，共产主义作出了从仁慈的社会主义主张变为邪恶的法西斯主义的选择。

## 外部鏈接
- John Clare, "The Kronstadt Mutiny", Notes on 奥兰多·费吉斯, A People's Tragedy (1996)"（页面存档备份，存于）, John D Clare website, Self-published source
- Kronstadt Archive（页面存档备份，存于）,  马克思主义文库
- The Kronstadt Izvestia（页面存档备份，存于）, Online archive of the newspaper published by the rebels, including their list of demands
- Alexander Berkman The Kronstadt Rebellion（页面存档备份，存于）
- Ida Mett The Kronstadt Commune（页面存档备份，存于）
- Voline The Unknown Revolution
  - Book One. Birth, Growth and Triumph of the Revolution（页面存档备份，存于）
  - Book Two. Bolshevism and Anarchism（页面存档备份，存于）
  - Book Three. Struggle for the Real Social Revolution（页面存档备份，存于）
- Emma Goldman, "Leon Trotsky Protests too Much"（页面存档备份，存于）, a response to Trotsky's "Hue and Cry over Kronstadt"
- Ida Mett, Pamphlet of the Kronstadt Commune（页面存档备份，存于）, originally published by Solidarity, UK
- "Kronstadt Rebellion", Anarchist FAQ, Internet Archive
- Scott Zenkatsu Parker, The Truth about Kronstadt, translation of Правда о Кронштадте (1921), published in Prague by the Socialist Revolutionary newspaper Volia Rossii（页面存档备份，存于）; and his 1992 thesis
- New York Times archives about suppression of the rebellion （页面存档备份，存于）
- Abbie Bakan, Kronstadt and the Russian Revolution（页面存档备份，存于）
- Kronstadt 1921 (in Russian)
- Kronstadt 1921 Bolshevism vs. Counterrevolution（页面存档备份，存于） – Spartacist English Edition No.59 (International Communist League (Fourth Internationalist))
- Kronstadt: Trotsky was right!（页面存档备份，存于）